# ガロ・イタリア語
ガロ・イタリア語（ガロ・イタリアご）は、インド・ヨーロッパ語族イタリック語派に属する方言・地方言語。イタリア語（中央イタリア語の一つであるトスカーナ語）の方言とする立場からは北イタリア語と呼称され、異なる存在だと考える勢力からはパダーナ語（北部同盟が主に用いる）、チザルピナ語とも呼ばれる。
イタリア北部の他にも、スイス南部、サンマリノ、モナコなどでも使われている。
別称が示す通りイタリア北部で用いられていることから、中央集権・民族主義の立場を取るイタリアの右翼は標準イタリア語の北部方言と考えている。逆に左派勢力を中心に地方分権を主張する勢力からは異なる言語とされている。後者はファシズムなどに代表されるイタリア民族主義によってその独自性が弾圧されていたと主張するが、彼らの間でもガロ・イタリア語に属する方言を更に別言語とするのか、それともガロ・イタリア語内で標準語の制定などの中央集権化を進めるのかで意見が割れている。

## 名称
ガロ・イタリア語の話されている地域は元来ローマのラテン人の住むところではなく、ケルト人の住むガリアの一部ガリア・キサルピナであった。そこにローマ人が入り、ラテン語・俗ラテン語が使われるようになった地域である。従ってケルト諸語と古典ラテン語の混成が北イタリアの言語文化を育んだと言えるので、（直訳すれば）「仏伊語」を意味するガロ・イタリア語という名称が学術的に用いられた。ただし暫定的な名称なので、チザルピナ語（「キサルピナ」のイタリア語読み）やパダーナ語（北イタリアの中心地ポー平原の別称「パダーナ平原」から）、北イタリア語と呼ぶべきとする言語学者も存在する。

## 政治的位置づけ
ガロ・イタリア語の保護は伝統的に左翼政党の役割とされていたが、近年はイタリア南部の経済不安に対する北部住民の不満を受け皿に党勢を伸ばした地域政党の同盟が、南部批判・地方分権の一環として独自性を主張する事が多く、彼らはしばしばパダーナ語という表現をする。だが前述の通り北部同盟内でも共通言語として団結するのか、それとも更なる分権を進めるのかで対立が生じており、足並みは揃っていない。これは共産党員としての経歴を持つ党首のウンベルト・ボッシ自身が中央集権に批判的である事、党も各州の地域政党の連合体である事などが起因している。また同じ北イタリアでもヴェネト語は独自のグループに、イストリア語は標準イタリア語（トスカーナ語）と同じイタロ・ダルマチア語に属するのが有力な見解であり、必ずしも「北イタリア諸語＝ガロ・イタリア語」といえるほど単純な構図ではない。

## 近隣諸言語との関係
中央イタリア語・南部イタリア語も北部イタリア語も共にロマンス諸語（ラテン語から派生した全ての言語）・西イタロ諸語（北ロマンス・東ロマンスを除いた言語）に属する為、一定の近似性を持つ。しかし一方でより細分化した場合は中央・南部イタリア語がイタロ・ダルマチア語（コルシカ語、ルーマニア語、イストリア語など）に含まれるのに対し、西ロマンス語（標準スペイン語・標準フランス語）内のガロ・ロマンス語（標準フランス語など）に属するなど違いも存在すること、つまりガロ・イタリア語にとっては標準イタリア語よりもフランス語およびスペイン語などのほうが近いことが論争の理由となっている。またロマンス諸語の中で、海や他言語に隔てられた言語（北ロマンス語・東ロマンス語）を除いた西イタロ諸語は、ロマンス諸語の中でも特に強い方言連続体を形成している。だが現実問題としてフランス語（オイル語）、スペイン語（カスティーリャ語）、イタリア語（トスカーナ語）はそれぞれ権威ある独立言語とされているので、必然的にその下位に置かれている各方言も別言語としての立ち居地を得ようとする。
そうした意味では、フランスのオック語（標準フランス語よりもカタルーニャ語に近い）、スペインのカタルーニャ語、ガリシア語（ポルトガル語に近い）に近いものがある他、ゲルマン語派におけるドイツ語と低ザクセン語（標準ドイツ語よりもオランダ語に近い）の関係に相当する。

## 方言
- ガロ・イタリア語
  - ロンバルド語（ロンバルディア諸方言）
    - 西ロンバルド語（西ロンバルディア方言）
    - 東ロンバルド語（東ロンバルディア方言）
    - ミラノ語（ロンバルド語版、イタリア語版、英語版）

  - ティチーノ語
  - ピエモンテ方言
  - リグリア方言
  - エミリア・ロマーニャ諸方言
    - エミリア方言
    - ロマーニャ方言

なおイストリア語はイタロ・ダルマチア語に、ヴェネト語はヴェネツィア諸語に含まれるのが有力である。